# Diecéze Ogdensburg
Diecéze Ogdensburg (latinsky Dioecesis Ogdensburgensis) je římskokatolická diecéze sufragánní vůči Newyorské arcidiecézi. Její teritorium zahrnuje část státu New York, konkrétně okresy Clinton, Essex, Franklin, Jefferson, Lewis, St. Lawrence a části okresů Hamilton a Herkimer. Katedrálou je kostel P. Marie v Ogdensburgu. 

## Stručná historie

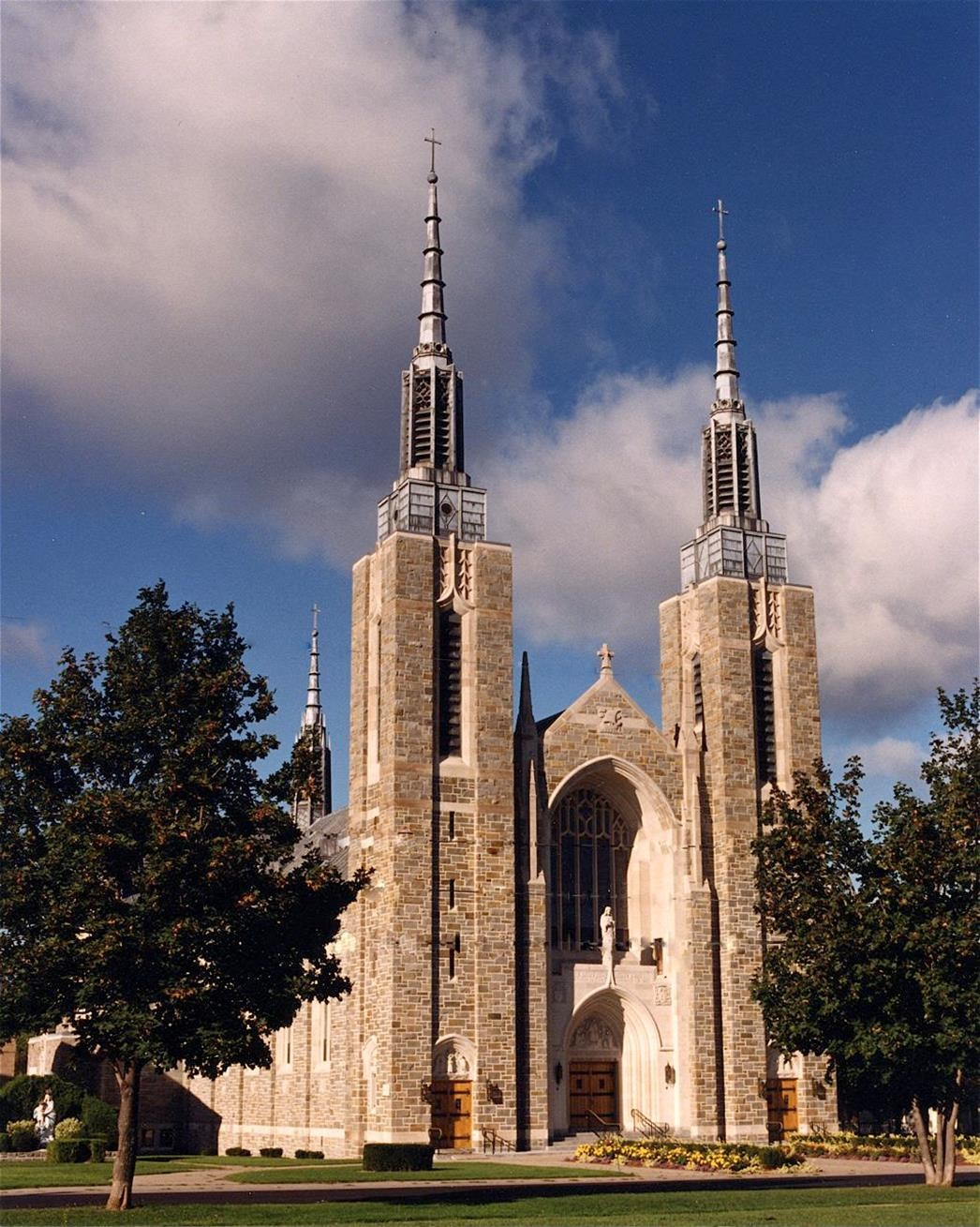
Katedrála P. Marie v Ogdensburgu.

Papež Pius IX. dne 16. února 1872 vydal breve Quod catholico nomini, jímž z diecéze Albany vyčlenil diecézi Ogdensburg, která byla podřízena jako sufragánní Newyorské arcidiecézi.